# Territorio de Indiana
El Territorio de Indiana fue un territorio histórico organizado de los Estados Unidos que existió entre el 4 de julio de 1800 y el 11 de diciembre de 1816, fecha en la que se convertiría en Indiana. El territorio originalmente contenía aproximadamente 672.940 km² de tierra, pero debido a diversas disgregaciones fue disminuyendo en tamaño a medida que se subdivide a su vez en nuevos territorios hasta obtener el tamaño actual.

## Límites originales
Los límites originales del Territorio de Indiana incluían áreas del Territorio del Noroeste ubicadas al oeste de una línea que va desde la otra orilla de la desembocadura del río Kentucky hasta Fort Recovery, siguiendo a continuación hacia el norte a lo largo de una línea de aproximadamente 83° 45' de longitud O. El territorio inicialmente incluía la mayor parte de la actual Indiana y todo del actual Illinois y Wisconsin, así como fragmentos de otros tres estados: la parte de Minnesota al este del río Misisipi, casi la totalidad de la península Superior (hoy de Míchigan) y la mitad occidental de la península Inferior, y por último una estrecha franja de la actual Ohio se extiende al norte y al oeste de Fort Recovery. Esta última parcela se convirtieron en parte del estado de Ohio, cuando fue admitido en la Unión en 1803. El mismo año de 1803 el límite sureste se desplazó desde el punto opuesto del río Kentucky a la desembocadura del río Great Miami. La parte oriental de Míchigan estaba en territorio de Indiana en ese momento. El área del territorio de Indiana se redujo en 1805 por la creación del territorio de Míchigan, y en 1809 por la creación del territorio de Illinois.